# Phengaris albida
Phengaris albida là một loài bướm ngày trong họ Bướm xanh. Nó được tìm thấy ở phía tây Trung Quốc.